# 13650 Perimedes
13650 Perimedes eller 1996 TN49 är en trojansk asteroid i Jupiters lagrangepunkt L4. Den upptäcktes 4 oktober 1996 av den belgiske astronomen Eric W. Elst vid La Silla-observatoriet. Den är uppkallad efter Perimedes i den grekiska mytologin.
Asteroiden har en diameter på ungefär 22 kilometer.